# Mediterranean Squadron
Pour les articles homonymes, voir Squadron.
Le Mediterranean Squadron est une escadre de la marine des États-Unis opérant en mer Méditerranée au cours du XIXe siècle.

## Histoire
En 1865, il est renommé European Squadron.